# Petalium evolutum
Petalium evolutum là một loài bọ cánh cứng thuộc họ Ptinidae.